# سد وادي لبدة
سد وادي لبدة هو سد يقع في وادي لبدة علي بعد 3 كيلومتر جنوب مدينة الخمس التابعة لشعبية المرقب في دولة ليبيا.
تم الانتهاء من انشاؤه عام 1982 والغرض الرئيسي من بناؤه هو توفير المياه من أجل عمليات الزراعة في المنطقة وأيضًا التحكم في الفيضانات.